# ウイルス潜伏

インフルエンザウイルスのライフサイクル。
・侵入
・複製
・潜伏
・排出

ウイルス潜伏 (英: virus latency または 英: viral latency) は、病原性ウイルスが細胞内で休眠 (潜伏) する能力であり、ウイルスのライフサイクルの溶原性部分として知られている。潜伏ウイルス感染症は、慢性ウイルス感染症とは区別される持続的なウイルス感染の一種である。潜伏期とは、特定のウイルスの生活環(ライフサイクル)において、最初の感染の後、ウイルス粒子の増殖が停止する段階のことである。しかし、ウイルスゲノムは根絶されていない。ウイルスは、宿主が外部の新しいウイルスに再感染することなく、宿主内に無期限に留まり、再活性化して大量のウイルス子孫 (ウイルスのライフサイクルの溶菌サイクル) の生成を開始することができる。
ウイルス潜伏を、ウイルスが休眠していない潜伏期間 (英: incubation period) 中の臨床潜伏 (英: clinical latency) と混同すべきではない。

## 機構

### エピソーム潜伏
エピソーム潜伏(英: episomal latency)とは、潜伏期に遺伝子エピソームを使用することを指す。この潜伏型では、ウイルス遺伝子は安定化され、細胞質または核内に線状構造またはラリアット構造の別個の物体として浮遊している。エピソーム潜伏は、プロウイルス潜伏よりもリボザイムや宿主外来遺伝子の分解に対して脆弱である (下記参照)。
一例として、ヘルペスウイルス科のヘルペスウイルスは、いずれも潜伏感染を確立する。ヘルペスウイルスには、水痘ウイルスおよび単純ヘルペスウイルス (HSV-1, HSV-2) が含まれ、これらはすべて、神経細胞においてエピソーム潜伏を確立し、線状遺伝物質を細胞質中に浮遊させる。ガンマヘルペスウイルス亜科は、エプスタイン・バール・ウイルスの場合のB細胞など、免疫系の細胞で確立されたエピソーム潜伏と関連している。エプスタイン・バール・ウイルスの溶菌再活性化 (これは化学療法または放射線が原因である可能性がある) は、ゲノム不安定性および癌(がん)を引き起こす可能性がある。単純ヘルペス (HSV) の場合、ウイルスは神経節や神経細胞などの神経細胞のDNAと融合することが示されており、HSVは、酸素や栄養が不足するとクロマチンがコンパクトになる (潜伏状態になる) が、ストレスによってクロマチンがわずかに緩むだけでも再活性化する。
サイトメガロウイルス (CMV) は骨髄系前駆細胞に潜伏し、炎症によって再活性化する。免疫抑制や重篤疾患 (特に敗血症) では、CMVの再活性化が起こることが多い。CMVの再活性化は、重度の大腸炎患者によく見られる。
エピソーム潜伏の利点は、ウイルスが核に入る必要がなく、したがって核ドメイン10 (ND10)がその経路を介してインターフェロンを活性化することを回避できるという事実が含まれる。
欠点は、細胞防御へのより多くの曝露を含み、細胞酵素を介したウイルス遺伝子の分解の可能性につながる。
再活性化は、ストレス、紫外線(UV)などが原因である可能性がある。

### プロウイルス潜伏
プロウイルス (英: provirus) とは、宿主細胞のDNAに組み込まれたウイルスゲノムのことである。
利点は、宿主細胞の自動分裂がウイルスの遺伝子の複製をもたらすこと、および細胞を殺さずに感染した細胞から組み込まれたプロウイルスを除去することはほぼ不可能であるという事実が含まれる。
この方法の欠点は、核に入る必要があることである (そしてそれを可能にするタンパク質のパッケージングが必要である)。しかし、宿主細胞のゲノムに組み込まれたウイルスは、細胞が生きている限りそこに留まることができる。
これを行うウイルスとして最もよく研究されているのがHIVである。HIVは、逆転写酵素を使用してRNAゲノムのDNAコピーを作成する。HIVの潜伏によって、ウイルスは免疫系を大きく回避できる。潜伏する他のウイルスと同様に、潜伏している間は通常、症状を引き起こさない。残念ながら、プロウイルス潜伏期のHIVは、抗レトロウイルス薬で標的にすることはほぼ不可能である。

### 潜伏期間の維持
プロウイルスとエピソームの両方の潜伏は、継続的な感染とウイルス遺伝子の忠実度 (英: fidelity, フィディリティー) を保つために必要となることがある。潜伏は一般に、主に潜伏期に発現するウイルス遺伝子によって維持される。これらの潜伏関連遺伝子の発現は、ウイルスゲノムが細胞リボザイムによって消化されたり、免疫系によって発見されたりするのを防ぐように機能することがある。特定のウイルス遺伝子産物 (ノンコーディングRNAやタンパク質などのRNA転写物) もアポトーシスを阻害するか、細胞の増殖および分裂を誘発して、感染した細胞の複製をより多く生成できるようにする。
このような遺伝子産物の例は、単純ヘルペスウイルスの潜伏関連転写物 (英: latency associated transcripts、LAT) があり、主要組織適合遺伝子複合体 (MHC) を含む多数の宿主因子を下方制御し、アポトーシス経路を阻害することによってアポトーシスを妨害する。
特定のタイプの潜伏期間は、内在性レトロウイルスに起因すると考えられている。これらのウイルスは、遠い過去にヒトゲノムに組み込まれ、現在は生殖によって感染している。一般に、これらのタイプのウイルスは高度に進化し、多くの遺伝子産物の発現を失っている。これらのウイルスによって発現されるタンパク質の一部は、宿主細胞と共進化して、正常なプロセスで重要な役割を果たしている。

## 派生症状
ウイルス潜伏は活発なウイルス排出を示さず、病理や症状を引き起こさないが、ウイルスは外部の活性化因子 (すなわち日光、ストレスなど) を介して再活性化し、急性感染を引き起こすことがある。一般に、生涯感染する単純ヘルペスウイルスの場合、ウイルスの血清型が時折再活性化して口唇ヘルペスを引き起こす。その痛みは免疫システムによって速やかに解消されるが、時折、小さな不快感になることがある。水痘帯状疱疹ウイルスの場合、最初の急性感染 (水痘) の後、ウイルスは帯状疱疹として再活性化されるまで休眠状態にある。
潜伏感染のより深刻な影響は、細胞を形質転換し、制御されていない細胞分裂を強制する可能性である。これは、ウイルスゲノムが宿主自身の遺伝子にランダムに挿入され、ウイルスの利益のために宿主細胞増殖因子が発現した結果である。注目すべき出来事としては、パリのネッケル小児病院でレトロウイルスベクターを使用した遺伝子治療中に、20人の少年が遺伝子疾患の治療を受け、その後5人が白血病様症候群を発症したことが挙げられる。
これはヒトパピローマウイルスの感染症にも見られるもので、持続感染は細胞の悪性形質転換の結果として子宮頸がんを引き起こす可能性がある。
HIV研究の分野では、特定の長寿細胞型におけるプロウイルス潜伏は、潜伏ウイルスの持続性を特徴とする場所 (細胞型または組織) を参照し、1つまたは複数のウイルスリザーバーの基礎の概念となる。具体的には、休止中のCD4陽性T細胞に複製能力のあるHIVが存在することにより、抗レトロウイルス薬への長期暴露にもかかわらず、このウイルスは進化することなく何年も存続することができる。このHIVの潜在的な貯蔵所は、抗レトロウイルス治療がHIV感染症を治療することができない説明となるかもしれない。

## 参照項目
- 遅発性ウイルス